# Langue de Kalašma
Kalašma est le nom d'un pays anatolien antique où était parlée une langue indo-européenne (parfois appelée kalasmaïte) découverte en 2023 sur le site de fouille archéologique de Boğazköy-Hattusha, anciennement la capitale de l'empire hittite entre le XIVe et XIIe siècles av. J.-C.
Ce site est aussi connu pour fournir de nombreuses informations sur les voisins de cet empire, et c'est en 2023 que les archéologues ont découvert sur une des 30 000 tablettes d'argile une récitation en langue étrangère et jusqu'alors inconnue, parmi un texte de culte. Cela n'est pas étonnant selon le professeur Schwemer, qui précise que les Hittites étaient particulièrement intéressés par l’enregistrement des rituels en langues étrangères.
Elisabeth Rieken, experte en langues anatoliennes anciennes, affirme que cette nouvelle langue appartient à la famille des langues anatoliennes, subdivision des langues indo-européennes. Elle pense aussi qu'elle partage plus de traits linguistiques avec le louvite qu'avec le palaïte, malgré la proximité géographique.